# خاتون آباد (مقاطعة دلفان)
خاتون‌آباد (بالفارسية: خاتون‌آباد) هي قرية تقع في Nurabad Rural District في إيران. يقدر عدد سكانها بـ 114 نسمة .